# Viña del Mar

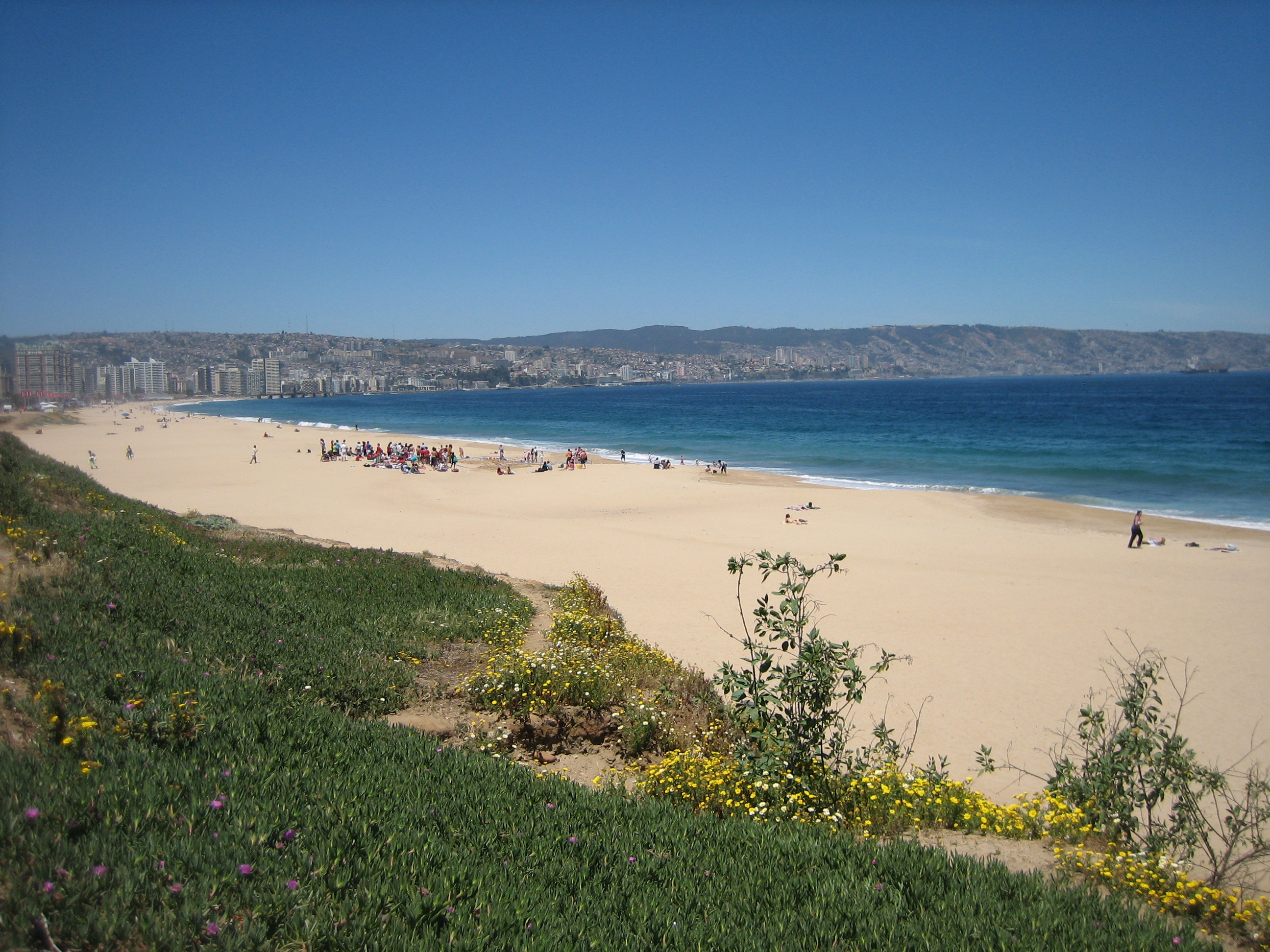
Spiaggia di Viña del Mar

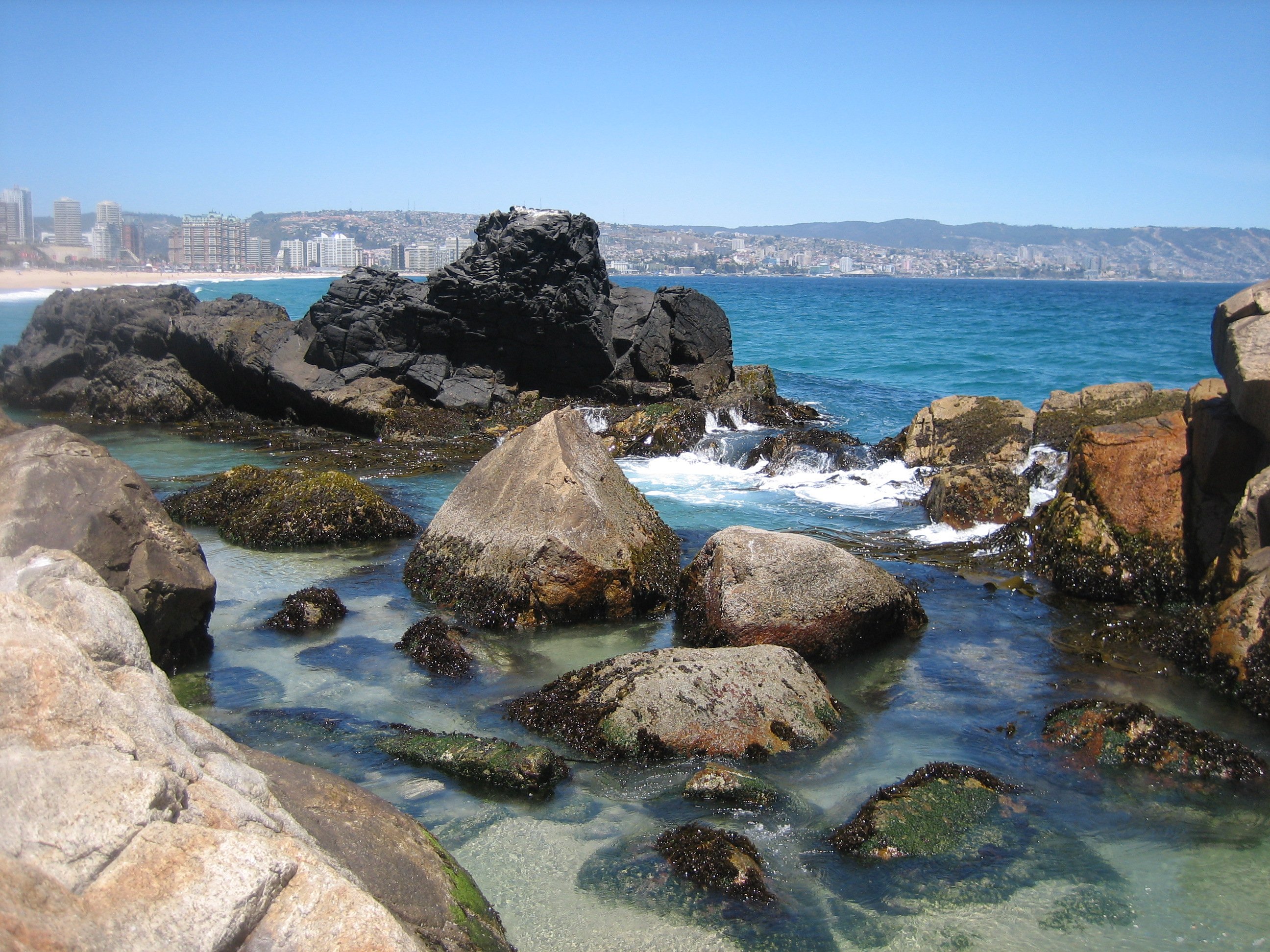
Spiaggia di Viña del Mar

Viña del Mar (lett. "vigneto di mare"), soprannominata La Ciudad Jardín ("la città giardino") è una città e un comune del Cile centrale situata sulla costa dell'Oceano Pacifico nella Regione di Valparaíso a pochissima distanza dalla città di Valparaíso. Al censimento del 2002 aveva una popolazione di 286.931 abitanti. Insieme ai comuni di Valparaíso, Concón, Quilpué e Villa Alemana fa parte dell'area metropolitana chiamata Gran Valparaíso che ha un totale di 892.143 abitanti (dato del 2007). È collegata a Valparaíso dall'Avenida España.
Viña del Mar è uno dei principali centri turistici del paese, i numerosi turisti, cileni e non, sono attratti dalle spiagge e dal casinò. Ogni anno nel mese di febbraio vi si svolge un Festival musicale internazionale, la città ospitava inoltre ogni anno il Movistar Open, un torneo tennistico del circuito ATP.
Il cimitero di Santa Inés, alla periferia della città, ha ospitato le spoglie di Salvador Allende fino al 1990.

## Storia

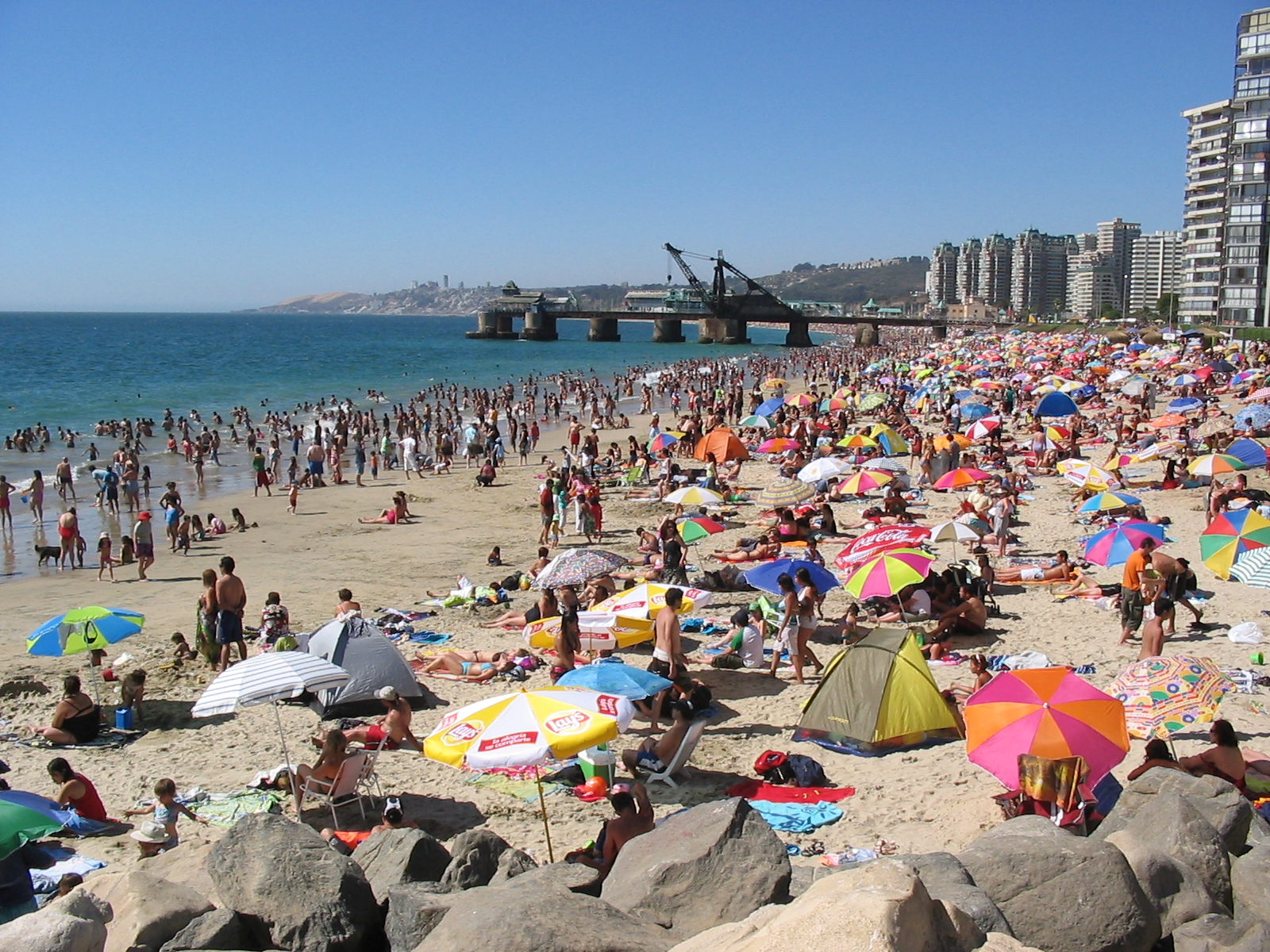

All'arrivo del conquistador spagnolo Pedro de Valdivia la valle di Peuco, come la chiamavano gli indigeni Changos che la popolavano fino a quel momento, fu divisa in due grandi tenute agricole chiamate "Viña de la Mar" e "las Siete Hermanas" divise dal torrente Marga Marga. Vi furono degli anni in cui le due tenute ebbero lo stesso proprietario, uno tra questi fu Alonso de Riberos che vi piantò i primi vigneti dai quali derivò il primo nome della città: "Las Viñas de la Mar". Fra i successivi proprietari vi fu Francisco Xavier Álvarez, la cui famiglia autorizzò il passaggio sulle sue terre della linea ferroviaria tra Valparaíso e Santiago del Cile che entrò in funzione nel 1855.
Insieme alla ferrovia arrivò un giovane ingegnere, José Francisco Vergara Echevers, che nel 1859 sposò Mercedes Álvarez Prieto, erede universale di Francisco Xavier. Il decreto di approvazione della richiesta, promossa da Vergara Echevers, di riconoscimento della città di Viña del Mar risale al 29 dicembre 1874, la costituzione del comune ebbe luogo quattro anni dopo, il 30 maggio 1878.
Lo sviluppo della città fu rapido e fu incentivato dalla nascita di alcune industrie fra le quali la Compañía Refinería de Azúcar de Viña del Mar (CRAV, fondata nel 1873) e il cantiere navale Lever & Murphy Co. autore di numerosi ponti ferroviari di ferro al Sud di Santiago del Cile, del molo Vergara sul lungomare della città e della prima nave a vapore di metallo fabbricata in Cile.
Un imponente incremento demografico si ebbe dopo il terremoto del 16 agosto 1906 che rase al suolo la città di Valparaíso, moltissime famiglie e molte industrie si trasferirono a Viña del Mar nel neofondato quartiere di población Vergara, la città assunse le caratteristiche di un centro industriale e dormitorio. A partire dal 1928, in seguito ad un prestito esterno, venne attuata una serie di interventi che trasformarono radicalmente la fisionomia del centro abitato, nel 1929 nell'area del Cerro Castillo si costruì il Palazzo Presidenziale, di fronte alla piazza principale si inaugurò il Teatro Municipale e sulla costa settentrionale della foce del Marga-Marga, il Casinò di Viña del Mar.
Vennero inoltre costruiti centri sportivi e balneari e pavimentato il lungomare, nel tempo la città divenne il principale centro turistico e balneare del paese. Era l'epoca in cui l'aristocrazia scopriva i benefici dei bagni di mare e dell'aria pura, ancora oggi le spiagge sono una delle principali attrazioni della città.
Dal 1960 comincia ad essere famoso internazionalmente il Festival Internazionale della Canzone di Viña del Mar, organizzato ogni febbraio nell'anfiteatro della Quinta Vergara recentemente ristrutturato.
Nel decennio del 1980, con la nascita delle università private e l'espansione di quelle statali, Viña del Mar cominciò ad assumere anche il carattere di città universitaria.

## Quartieri della città
Il centro della città crebbe intorno alla ferrovia accanto alle strade Alvares e Viana. Nei primi anni del secolo scorso nella via Viana c'erano delle case signorili, le cui porte principali guardavano alla ferrovia e le posteriori alla via Valparaiso. I signori di quelle case cominciarono a vendere i prodotti agricoli delle terre di loro proprietà all'interno della regione, portati in città tramite ferrovia, e le vendite si effettuavano nelle porte posteriori delle case. Così la strada Valparaiso divenne una strada commerciale. Il commercio poi diede vita ad eleganti negozi, gelaterie, boutique, ristoranti, ecc. Così fu fino alla fine degli anni novanta, quando la costruzione del Viña Shopping Center e del Mall Marina Arauco diminuirono l'importanza della via Valparaiso, che però continua ad essere il luogo con i negozi più costosi della città.
La ferrovia antica fu poi sostituita da una metropolitana, inaugurata in novembre 2005 alla presenza del presidente della Repubblica Ricardo Lagos Escobar, e le vie Alvares e Viana si fusero in una sola grande strada.
La zona vicino al mare è nota come un centro di divertimenti notturni grazie ai suoi pub, i più popolari sono quelli ai piedi di "Cerro Castillo" nel Corso Von Schroëders.
Nel settore settentrionale della città, in "Avenida Nueva Libertad" vicino agli shopping center, sono stati costruiti i palazzi più alti della città e della regione. Finora la crescita dei palazzi in Cile è stata limitata: a causa dei fenomeni tellurici i palazzi non superavano i dieci piani, ma con le moderne tecnologie le imprese edili costruiscono palazzi di 20 ed addirittura 30 piani.

## Cultura

### Università
Diverse università pubbliche e private hanno sede a Viña del Mar:
- Pontificia Universidad Católica de Valparaíso
- Universidad de Valparaíso
- Università tecnica Federico Santa María UTFSM - alcuni dipartimenti
- Universidad de Viña del Mar
- Universidad Andrés Bello
- Universidad del Mar
- Universidad de las Américas
- Universidad Adolfo Ibáñez UAI

### Edifici di interesse storico
- Palazzo Astoreca
- Casa de Italia
- Palacio Presidencial de Cerro Castillo
- Palacio Vergara
- Castillo Wulff

### Musei
- Museo Palacio Rioja
- Museo de Arqueología e Historia Francisco Fonck
- Artequin Museum